# NBL 2025/26
Die NBL 2025/26 wird die 48. Austragung der australasischen National Basketball League sein. Die mit neun Teams aus Australien und einem Team aus Neuseeland ausgetragene Meisterschaft wird am 18. September 2025 mit der regulären Saison beginnen, die am 18. Februar 2026 enden soll. Anschließend folgen die Playoffs. Die Liga wird in der Zeit vom 24. November bis 2. Dezember 2025 und vom 23. Februar bis 3. März 2026 pausieren, um insbesondere den australischen und neuseeländischen Nationalspielern die Teilnahme an den Qualifikationsspielen zur Basketball-Weltmeisterschaft 2027 zu ermöglichen.

## Modus
Jedes Team trägt in der regulären Saison 14 Heim- und 15 Auswärtsspiele oder 15 Heim- und 14 Auswärtsspiele aus. Diese sind zusammengefasst in 22 Spieltage, sodass jedes Team an einigen Spieltagen auch zweimal spielt. Die in der Endtabelle auf den ersten sechs Plätzen stehenden Teams qualifizieren sich für die NBL Finals, die im Play-off-Modus ausgetragen werden. Die in der Endtabelle auf den ersten beiden Plätzen stehenden Teams qualifizieren sich dabei direkt fürs Halbfinale, während die auf den Positionen 3 bis 6 stehenden Teams die beiden anderen Halbfinalisten ausspielen. Im Halbfinale gilt der best of three modus, während im Finale der Best-of-five-Modus angewendet wird, so dass der Meister Ende März feststeht.

## Mannschaften
| Mannschaft             | Stadt                       | Land       | Austragungsorte               | Plätze |
| ---------------------- | --------------------------- | ---------- | ----------------------------- | ------ |
| Adelaide 36ers         | Adelaide, South Australia   | Australien | Adelaide Entertainment Centre | 11.300 |
| Brisbane Bullets       | Brisbane, Queensland        | Australien | Brisbane Entertainment Centre | 10.500 |
| Cairns Taipans         | Cairns, Queensland          | Australien | Cairns Convention Centre      | 5.300  |
| Illawarra Hawks        | Wollongong, New South Wales | Australien | WIN Entertainment Centre      | 6.000  |
| Melbourne United       | Melbourne, Victoria         | Australien | John Cain Arena               | 10.175 |
| New Zealand Breakers   | North Shore, Auckland       | Neuseeland | Spark Arena                   | 9.740  |
| Perth Wildcats         | Perth, Western Australia    | Australien | Perth Arena                   | 15.500 |
| S.E. Melbourne Phoenix | Melbourne, Victoria         | Australien | John Cain Arena               | 10.175 |
| S.E. Melbourne Phoenix | Melbourne, Victoria         | Australien | State Basketball Centre       | 3.200  |
| Sydney Kings           | Sydney, New South Wales     | Australien | Sydney SuperDome              | 18.200 |
| Tasmania JackJumpers   | Hobart, Tasmanien           | Australien | Derwent Entertainment Centre  | 4.340  |
| Tasmania JackJumpers   | Launceston, Tasmanien       | Australien | Silverdome                    | 4.000  |

## Personal und Sponsoring
| Mannschaft             | Trainer         | Kapitän                    | Hauptsponsor         | Ausrüster |
| ---------------------- | --------------- | -------------------------- | -------------------- | --------- |
| Adelaide 36ers         | Mike Wells      | Dejan Vasiljevic           | Walker Corporation   | Champion  |
| Brisbane Bullets       | Stu Lash        | Mitch Norton               | vakant               | Champion  |
| Cairns Taipans         | Adam Forde      | Sam Waardenburg            | Kenfrost Homes       | Champion  |
| Illawarra Hawks        | Justin Tatum    | Sam Froling Tyler Harvey   | vakant               | Champion  |
| Melbourne United       | Dean Vickerman  | Chris Goulding             | Engie                | Champion  |
| New Zealand Breakers   | Petteri Koponen | Parker Jackson-Cartwright  | Bank of New Zealand  | Champion  |
| Perth Wildcats         | John Rillie     | Jesse Wagstaff             | Mate Internet Mobile | Champion  |
| S.E. Melbourne Phoenix | Josh King       | Jordan Hunter Nathon Sobey | Mountain Goat Beer   | Champion  |
| Sydney Kings           | Brian Goorjian  | Shaun Bruce                | Harvey Norman        | Champion  |
| Tasmania JackJumpers   | Scott Roth      | vakant                     | Spirit of Tasmania   | Champion  |

## Trainerwechsel
| Team                 | Saison 2024/25   | Saison 2025/26  | Saison 2025/26  |
| Vor der Saison       | Vor der Saison   | Vor der Saison  | Vor der Saison  |
| -------------------- | ---------------- | --------------- | --------------- |
| Brisbane Bullets     | Justin Schueller | Stu Lash        | Stu Lash        |
| Cairns Taipans       | Adam Forde       | Adam Forde      | Adam Forde      |
| New Zealand Breakers | Petteri Koponen  | Petteri Koponen | Petteri Koponen |
| Während der Saison   |                  |                 |                 |

## Reguläre Saison

### 1. Spieltag
| 18. September 2025 |  | Tasmania JackJumpers - Melbourne United | Tasmania JackJumpers - Melbourne United | Tasmania JackJumpers - Melbourne United | Derwent Entertainment Centre, Hobart |
| 18. September 2025 |  |                                         |                                         |                                         | Derwent Entertainment Centre, Hobart |
| 18. September 2025 |  |                                         |                                         |                                         | Derwent Entertainment Centre, Hobart |
| 18. September 2025 |  |                                         |                                         |                                         | Derwent Entertainment Centre, Hobart |

| 19. September 2025 |  | New Zealand Breakers - Brisbane Bullets | New Zealand Breakers - Brisbane Bullets | New Zealand Breakers - Brisbane Bullets | Spark Arena, Auckland |
| 19. September 2025 |  |                                         |                                         |                                         | Spark Arena, Auckland |
| 19. September 2025 |  |                                         |                                         |                                         | Spark Arena, Auckland |
| 19. September 2025 |  |                                         |                                         |                                         | Spark Arena, Auckland |

| 20. September 2025 |  | S.E. Melbourne Phoenix - Cairns Taipans | S.E. Melbourne Phoenix - Cairns Taipans | S.E. Melbourne Phoenix - Cairns Taipans | John Cain Arena, Melbourne |
| 20. September 2025 |  |                                         |                                         |                                         | John Cain Arena, Melbourne |
| 20. September 2025 |  |                                         |                                         |                                         | John Cain Arena, Melbourne |
| 20. September 2025 |  |                                         |                                         |                                         | John Cain Arena, Melbourne |

| 20. September 2025 |  | Perth Wildcats - Tasmania JackJumpers | Perth Wildcats - Tasmania JackJumpers | Perth Wildcats - Tasmania JackJumpers | Perth Arena, Perth |
| 20. September 2025 |  |                                       |                                       |                                       | Perth Arena, Perth |
| 20. September 2025 |  |                                       |                                       |                                       | Perth Arena, Perth |
| 20. September 2025 |  |                                       |                                       |                                       | Perth Arena, Perth |

| 21. September 2025 |  | Melbourne United - New Zealand Breakers | Melbourne United - New Zealand Breakers | Melbourne United - New Zealand Breakers | John Cain Arena, Melbourne |
| 21. September 2025 |  |                                         |                                         |                                         | John Cain Arena, Melbourne |
| 21. September 2025 |  |                                         |                                         |                                         | John Cain Arena, Melbourne |
| 21. September 2025 |  |                                         |                                         |                                         | John Cain Arena, Melbourne |

### 2. Spieltag
| 25. September 2025 |  | Melbourne United - S.E. Melbourne Phoenix | Melbourne United - S.E. Melbourne Phoenix | Melbourne United - S.E. Melbourne Phoenix | John Cain Arena, Melbourne |
| 25. September 2025 |  |                                           |                                           |                                           | John Cain Arena, Melbourne |
| 25. September 2025 |  |                                           |                                           |                                           | John Cain Arena, Melbourne |
| 25. September 2025 |  |                                           |                                           |                                           | John Cain Arena, Melbourne |

| 26. September 2025 |  | Cairns Taipans - Brisbane Bullets | Cairns Taipans - Brisbane Bullets | Cairns Taipans - Brisbane Bullets | Cairns Convention Centre, Cairns |
| 26. September 2025 |  |                                   |                                   |                                   | Cairns Convention Centre, Cairns |
| 26. September 2025 |  |                                   |                                   |                                   | Cairns Convention Centre, Cairns |
| 26. September 2025 |  |                                   |                                   |                                   | Cairns Convention Centre, Cairns |

| 27. September 2025 |  | New Zealand Breakers - Perth Wildcats | New Zealand Breakers - Perth Wildcats | New Zealand Breakers - Perth Wildcats | Spark Arena, Auckland |
| 27. September 2025 |  |                                       |                                       |                                       | Spark Arena, Auckland |
| 27. September 2025 |  |                                       |                                       |                                       | Spark Arena, Auckland |
| 27. September 2025 |  |                                       |                                       |                                       | Spark Arena, Auckland |

| 27. September 2025 |  | Illawarra Hawks - Tasmania JackJumpers | Illawarra Hawks - Tasmania JackJumpers | Illawarra Hawks - Tasmania JackJumpers | Wollongong Entertainment Centre, Wollongong |
| 27. September 2025 |  |                                        |                                        |                                        | Wollongong Entertainment Centre, Wollongong |
| 27. September 2025 |  |                                        |                                        |                                        | Wollongong Entertainment Centre, Wollongong |
| 27. September 2025 |  |                                        |                                        |                                        | Wollongong Entertainment Centre, Wollongong |

| 28. September 2025 |  | Sydney Kings - Cairns Taipans | Sydney Kings - Cairns Taipans | Sydney Kings - Cairns Taipans | Sydney SuperDome, Sydney |
| 28. September 2025 |  |                               |                               |                               | Sydney SuperDome, Sydney |
| 28. September 2025 |  |                               |                               |                               | Sydney SuperDome, Sydney |
| 28. September 2025 |  |                               |                               |                               | Sydney SuperDome, Sydney |

| 28. September 2025 |  | Adelaide 36ers - Brisbane Bullets | Adelaide 36ers - Brisbane Bullets | Adelaide 36ers - Brisbane Bullets | Adelaide Entertainment Centre, Adelaide |
| 28. September 2025 |  |                                   |                                   |                                   | Adelaide Entertainment Centre, Adelaide |
| 28. September 2025 |  |                                   |                                   |                                   | Adelaide Entertainment Centre, Adelaide |
| 28. September 2025 |  |                                   |                                   |                                   | Adelaide Entertainment Centre, Adelaide |